# Puerto de Manukau
El puerto de Manukau es el segundo mayor puerto natural de Nueva Zelanda por superficie. Está situado al suroeste del istmo de Auckland y se abre al mar de Tasmania.

## Geografía

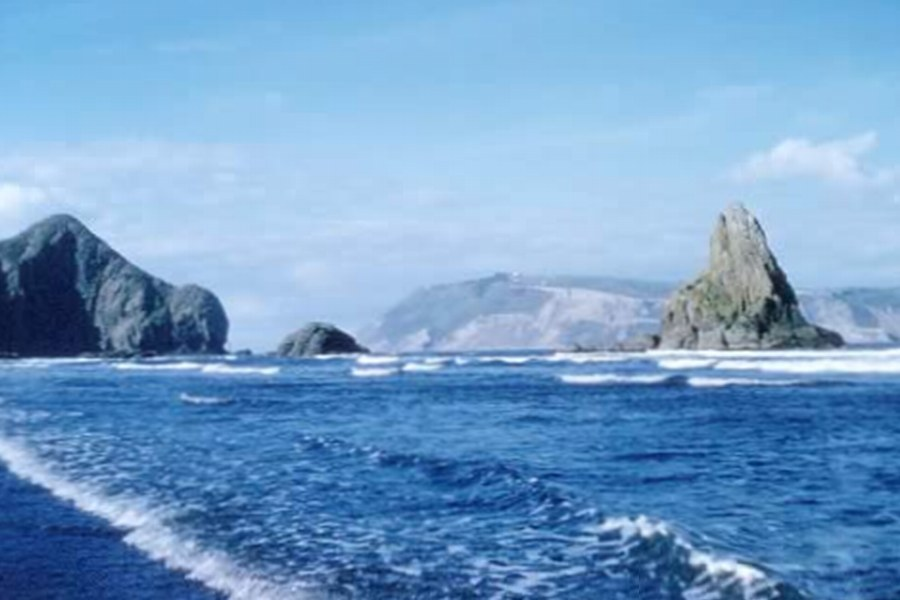
Los cabezales del puerto de Manukau en 1960. La zona en primer plano se ha llenado desde entonces de forma natural con arena más allá de la roca a la derecha de la foto.

La desembocadura del puerto se encuentra entre el cabezal norte ("Burnett Head" / "Ohaka Head") situado en el extremo sur de la cordillera de Waitākere y el cabezal sur, en el extremo de la península de Āwhitu, que llega hasta cerca de la desembocadura del río Waikato. La desembocadura sólo tiene 1.800 metros de ancho, pero tras un canal de nueve kilómetros se abre en una cuenca aproximadamente cuadrada de 20 kilómetros de ancho. El puerto tiene una superficie de agua de 394 kilómetros cuadrados. La variación de las mareas puede llegar a ser de hasta 4 metros, un cambio muy importante, sobre todo porque el puerto, al estar colmatado por casi 10 millones de años de sedimentación, es bastante poco profundo.
Debido a la gran superficie del puerto y a la estrecha bocana entre las cabezas de Manukau, la marea es rápida y una barra en la bocana hace que la navegación dentro o fuera del puerto sea peligrosa. El naufragio más trágico de Nueva Zelanda se produjo en la barra en 1863, cuando el HMS Orpheus encalló con tiempo despejado, con la pérdida de 189 vidas. Por esta razón, junto con la poca profundidad del puerto, no es el puerto preferido de Auckland y, con un solo muelle corto, las instalaciones de Onehunga son minúsculas comparadas con las de otros puertos de Auckland en el puerto de Waitematā, al noreste del istmo. 
El puerto tiene tres brazos principales. La ensenada de Māngere, al noreste, se encuentra cerca de la zona central de la ciudad de Auckland, con los suburbios interiores de Onehunga y Te Papapa situados cerca de su orilla norte. Las zonas urbanas de Ōtāhuhu y Māngere se encuentran al sur de este brazo, que está atravesado por el puente Māngere. En el sureste se encuentra el canal de Papakura, que se extiende hasta la zona urbana de Papakura. En el suroeste, otra ensenada conocida como el río Waiuku llega al sur hasta la ciudad de Waiuku. El puerto llega hasta la laguna Māngere, que ocupa un cráter volcánico. El aeropuerto de Auckland está situado cerca de la orilla oriental del puerto.

## Geología
El puerto de Manukau es un sistema de valles fluviales hundidos que se formó hace entre 3 y 5 millones de años, cuando las fuerzas tectónicas entre la placa del Pacífico y la placa australiana elevaron la cordillera de Waitākere y hundieron el puerto de Manukau. Comenzó como una bahía abierta, para acabar convirtiéndose en un puerto protegido a medida que se formaban barreras de dunas alargadas en la desembocadura del puerto. En los últimos dos millones de años, el puerto ha alternado entre periodos de valle fluvial boscoso y de puerto inundado, dependiendo de los cambios en el nivel global del mar. El puerto actual se formó hace aproximadamente 8.000 años, después del Último Máximo Glacial.

## Nombres y etimología
Hay varias tradiciones asociadas al nombre del puerto. Una tradición tainui implica a la tripulación del Tainui. Al cruzar Te Tō Waka (el portage de Ōtāhuhu entre el puerto de Manukau y el río Tāmaki), la tripulación creyó oír voces de personas al otro lado. Cuando llegaron al puerto, comprobaron que sólo se trataba de pájaros ("Manu kau").
Otra tradición tainui tiene que ver con Hoturoa, el capitán de la waka tainui. Esta tradición consiste en dar nombre a la apertura de Manukau Heads y a los bancos de arena, que se conoce como Te Manuka-o-Hotunui o Te Manukanuka-o-Hotunui, describiendo la ansiedad que sentía Hoturoa al intentar navegar por este paso. El nombre, que originalmente se utilizaba sólo para la boca del puerto, pasó a utilizarse para todo el puerto con el tiempo.
Otras tradiciones sostienen que es una corrupción de mānuka, siendo un nombre descriptivo de la cantidad de arbustos mānuka que crecen alrededor del puerto, mientras que otra afirma que Manukau es el nombre de un jefe que murió en las aguas del puerto.
Otro nombre tradicional del puerto es Nga-tai-o-Rakataura, en referencia a Rakatāura / Hape, el tohunga de los tainui. Durante la primera época colonial de Auckland, se intentó cambiar el nombre del puerto por el de Symonds Harbour, en honor al fallecido William Cornwallis Symonds, que murió en 1841, luchando contra una tormenta en el puerto.

## Historia
El puerto fue una importante vía fluvial para los maoríes. Contaba con varios portages hacia el océano Pacífico y el río Waikato, y a su alrededor se agrupaban varias aldeas y pā (fuertes en las colinas). El pargo, la platija, el salmonete, las vieiras, los berberechos y el pipi proporcionaban alimento en abundancia. En la tradición Te Kawerau ā Maki, el taniwha Paikea vigila el puerto de Manukau y la costa de las cordilleras Waitākere.
Cornwallis, en la península de Karangahape, fue el primer emplazamiento de la futura ciudad de Auckland. Sin embargo, debido a la venta fraudulenta de tierras y a las condiciones escarpadas, el asentamiento fue abandonado en su mayor parte en la década de 1840. De las colinas rodeadas de arbustos se extrajeron grandes cantidades de kauri para su molienda y se enviaron desde un muelle en Paratutai al otro extremo del puerto en Onehunga para su uso en la construcción de casas en la nueva ciudad de Auckland, o a lo largo de la costa a otros asentamientos neozelandeses. Los últimos molinos fueron abandonados a principios de los años 20.
Así pues, el asentamiento europeo en la zona fue casi siempre una consecuencia del asentamiento centrado en el puerto de Waitematā, ya que estos colonos se extendieron hacia el sur y el oeste a través del istmo y llegaron al puerto de Manukau. Uno de los pocos asentamientos europeos anteriores separados fue Onehunga, desde donde se produjeron algunas incursiones en asentamientos enemigos durante las guerras de Nueva Zelanda, y que más tarde se convirtió en un punto de desembarco para los kauri y otros productos desembarcados por barco y canoa desde el sur, siendo la ruta de navegación más corta que la de la costa este hasta el puerto de Waitematā. Sin embargo, la combinación de la difícil entrada al puerto, que limitaba los barcos a unas 1.000 toneladas como máximo, y la ampliación del ferrocarril a Onehunga en 1873 hicieron que el tráfico naval en el puerto volviera a perder importancia, aunque el puerto de Onehunga puede remontar sus orígenes a esta época.
A principios del siglo XX se consideró la posibilidad de construir un canal entre el Manukau y el Waitemata, y se aprobó la Ley del Canal de Auckland y Manukau de 1908, que permitía a las autoridades expropiar tierras de propiedad privada con este fin. Sin embargo, no se llevó a cabo ninguna obra seria (o expropiación de tierras). Según los informes, la ley seguía técnicamente en vigor en 2008, pero fue derogada el 1 de noviembre de 2010. Sigue existiendo una reserva del canal de 0,82 km y 40 m de ancho.

## Actividades recreativas
El puerto es popular para la pesca, aunque la entrada al agua es difícil con pocas rampas para embarcaciones durante la marea; a menudo se utilizan las playas locales. El puerto también alberga cinco clubes de vela activos, tres en el lado sur, uno cerca del puente de Māngere y otro en el lado norte. Desde 1988, se celebra una competición anual entre clubes, organizada por cada uno de ellos de forma rotativa. 

## Amenazas ecológicas
A pesar de todo lo valioso que es el Manukau, está amenazado por el desarrollo y el crecimiento constantes, con la contaminación y los daños que ello conlleva. En la actualidad, según el State of Auckland Marine Report Card, el puerto tiene una calificación global de D, basada en la calidad del agua, los contaminantes y los sedimentos, y la ecología.
Para revertir esta situación y garantizar un recurso sano, productivo y sostenible para todos, ahora y para las generaciones futuras, se requiere una gestión cuidadosa e integrada de las actividades terrestres, como el desarrollo mediante buenas prácticas de uso del suelo, y el compromiso con un programa de gestión integrada.
En respuesta a la preocupación por el estado de deterioro del puerto de Manukau y la necesidad urgente de una respuesta colaborativa para mejorar su estado, en noviembre de 2010 se creó el Foro del Puerto de Manukau para abogar por la restauración del mismo.